# Lista över kyrkliga kulturminnen i Dalarnas län
Det här är en lista över kyrkliga kulturminnen i Dalarnas län.

## Avesta kommun
| Namn                                     | Ursprunglig funktion                             | Byggår | Arkitekt | Plats | Läge               | Anläggnings-ID | Bild                                    |
| ---------------------------------------- | ------------------------------------------------ | ------ | -------- | ----- | ------------------ | -------------- | --------------------------------------- |
| Avesta kyrka (Bruksgården 2)             | Kyrka med begravningsplats (1 byggnad)           |        |          |       | 60.14921, 16.16722 |                | Ladda upp en till bild av denna byggnad |
| By kyrka (By prostgård 2:1)              | Kyrka med begravningsplats (1 byggnad)           |        |          |       | 60.20178, 16.47821 |                | Ladda upp en till bild av denna byggnad |
| Folkärna kyrka (Folkärna prästgård 1:16) | Kyrka med begravningsplats (1 byggnad)           |        |          |       | 60.15260, 16.31455 |                | Ladda upp en till bild av denna byggnad |
| Grytnäs kyrka (Östanbyn 46:1)            | Kyrka med begravningsplats (1 byggnad)           |        |          |       | 60.16735, 16.22105 |                | Ladda upp en till bild av denna byggnad |
| Horndals kyrka (Ingeborgbo 34:1)         | Kyrka med begravningsplats (1 byggnad)           |        |          |       | 60.28860, 16.40473 |                | Ladda upp en till bild av denna byggnad |
| Krylbo kyrka (Pastorn 1)                 | Kyrka sammanbyggd med församlingshem (1 byggnad) |        |          |       | 60.12533, 16.20655 |                | Ladda upp en till bild av denna byggnad |

## Borlänge kommun
| Namn                                    | Ursprunglig funktion                                    | Byggår | Arkitekt | Plats | Läge               | Anläggnings-ID | Bild                                    |
| --------------------------------------- | ------------------------------------------------------- | ------ | -------- | ----- | ------------------ | -------------- | --------------------------------------- |
| Idkerbergets kapell (Idkerberget 17:1)  | Folkets hus (1 byggnad)                                 |        |          |       | 60.37703, 15.22903 |                | Ladda upp en till bild av denna byggnad |
| Kvarnsvedens kyrka (Kungsljuset 4)      | Kyrka, Kyrka sammanbyggd med församlingshem (1 byggnad) |        |          |       | 60.51798, 15.40253 |                | Ladda upp en till bild av denna byggnad |
| Amsbergs kapell (Norr Amsberg 9:13)     | Kyrka (1 byggnad)                                       |        |          |       | 60.52869, 15.35309 |                | Ladda upp en till bild av denna byggnad |
| Västertuna kapell (Spraxkya 3:2)        | Kapell (1 byggnad)                                      |        |          |       | 60.41955, 15.35411 |                | Ladda upp en till bild av denna byggnad |
| Hagakyrkan, Borlänge (Spännaren 12)     | Kyrka, Kyrka sammanbyggd med församlingshem (1 byggnad) |        |          |       | 60.49182, 15.42814 |                | Ladda upp en till bild av denna byggnad |
| Torsångs kyrka (Torsångs prästgård 1:5) | Kyrka, Kyrka med begravningsplats (1 byggnad)           |        |          |       | 60.46403, 15.56998 |                | Ladda upp en till bild av denna byggnad |
| Stora Tuna kyrka (Tuna prostgård 1:3)   | Kyrka, Kyrka med begravningsplats (1 byggnad)           |        |          |       | 60.45197, 15.47555 |                | Ladda upp en till bild av denna byggnad |

## Falu kommun
| Namn                                   | Ursprunglig funktion                                   | Byggår     | Arkitekt             | Plats     | Läge               | Anläggnings-ID | Bild                                                                      |
| -------------------------------------- | ------------------------------------------------------ | ---------- | -------------------- | --------- | ------------------ | -------------- | ------------------------------------------------------------------------- |
| Aspeboda kyrka (Lilla Aspeboda 18:2)   | Kyrka,Kyrka med begravningsplats (1 byggnad)           | 1963       | Rolf Bergh           | Aspeboda  | 60.55914, 15.49415 |                | Se fler bilder av denna byggnad · Ladda upp en till bild av denna byggnad |
| Bjursås kyrka (Västanberg 23:2)        | Kyrka,Kyrka med begravningsplats (1 byggnad)           | 1803       | Per Wilhelm Palmroth | Enviksbyn | 60.79596, 15.79763 |                | Se fler bilder av denna byggnad · Ladda upp en till bild av denna byggnad |
| Envikens gamla kyrka (Enviksbyn 11:15) | Kyrka,Kyrka med begravningsplats (1 byggnad)           | 1673       |                      | Enviksbyn | 60.79595, 15.79761 |                | Se fler bilder av denna byggnad · Ladda upp en till bild av denna byggnad |
| Envikens kyrka (Nya Kyrkvallen 1:1)    | Kyrka,Kyrka med begravningsplats (1 byggnad)           | 1957       | Sven Ahlbom          | Enviken   | 60.80637, 15.76816 |                | Se fler bilder av denna byggnad · Ladda upp en till bild av denna byggnad |
| Grycksbo kyrka (Stallgården 1:262)     | Kyrka (1 byggnad)                                      | 1908       | David Janzon         | Grycksbo  | 60.68434, 15.49152 |                | Se fler bilder av denna byggnad · Ladda upp en till bild av denna byggnad |
| Hosjö kyrka (Hosjö kapell 3:1)         | Kyrka,Kyrka med begravningsplats (1 byggnad)           | 1663       |                      | Falun     | 60.59171, 15.76103 |                | Se fler bilder av denna byggnad · Ladda upp en till bild av denna byggnad |
| Kristine kyrka, Falun (Falun 7:21)     | Kyrka,Kyrka med begravningsplats (1 byggnad)           | 1655       |                      | Falun     | 60.60773, 15.63119 |                | Se fler bilder av denna byggnad · Ladda upp en till bild av denna byggnad |
| Sankt Örjans kapell (Främby 8:1)       | Kyrka,Kyrka sammanbyggd med församlingshem (1 byggnad) | 1963       | Birger Enstedt       | Falun     | 60.58981, 15.63924 |                | Se fler bilder av denna byggnad · Ladda upp en till bild av denna byggnad |
| Stora Kopparbergs kyrka (Falun 5:6)    | Kyrka,Kyrka med begravningsplats (1 byggnad)           | 1400-talet |                      | Falun     | 60.61439, 15.62956 |                | Se fler bilder av denna byggnad · Ladda upp en till bild av denna byggnad |
| Sundborns kyrka (Sundbornsbyn 20:2)    | Kyrka,Kyrka med begravningsplats (1 byggnad)           | 1755       |                      | Sundborn  | 60.65682, 15.78064 |                | Se fler bilder av denna byggnad · Ladda upp en till bild av denna byggnad |
| Svartnäs kyrka (Svartnäs bruk 1:2)     | Kyrka,Kyrka med begravningsplats (1 byggnad)           | 1794       |                      | Svartnäs  | 60.91422, 16.13754 |                | Se fler bilder av denna byggnad · Ladda upp en till bild av denna byggnad |
| Svärdsjö kyrka (Svärdsjö kyrkby 9:2)   | Kyrka,Kyrka med begravningsplats (1 byggnad)           |            |                      | Svärdsjö  | 60.75189, 15.92175 |                | Se fler bilder av denna byggnad · Ladda upp en till bild av denna byggnad |
| Sågmyra kyrka (Sågen 1:25)             | Kyrka,Kyrka sammanbyggd med församlingshem (1 byggnad) | 1970       | Lars Ridderstedt     | Sågmyra   | 60.71390, 15.29624 |                | Se fler bilder av denna byggnad · Ladda upp en till bild av denna byggnad |
| Vika kyrka (Vika kyrkby 2:12)          | Kyrka,Kyrka med begravningsplats (1 byggnad)           | 1469       |                      | Vika      | 60.51343, 15.71368 |                | Se fler bilder av denna byggnad · Ladda upp en till bild av denna byggnad |

## Gagnefs kommun
| Namn                                  | Ursprunglig funktion                         | Byggår | Arkitekt | Plats | Läge               | Anläggnings-ID | Bild                                    |
| ------------------------------------- | -------------------------------------------- | ------ | -------- | ----- | ------------------ | -------------- | --------------------------------------- |
| Björbo Lillkyrka (Björbo 91:1)        | Kyrka (1 byggnad)                            |        |          |       | 60.45745, 14.72258 |                | Ladda upp en till bild av denna byggnad |
| Floda kyrka (Floda kyrkby 25:2)       | Kyrka,Kyrka med begravningsplats (1 byggnad) |        |          |       | 60.50821, 14.79894 |                | Ladda upp en till bild av denna byggnad |
| Gagnefs kyrka (Gagnefs prästgård 1:2) | Kyrka,Kyrka med begravningsplats (1 byggnad) |        |          |       | 60.58986, 15.05966 |                | Ladda upp en till bild av denna byggnad |
| Mockfjärds kapell (Nordanholen 26:18) | Kyrka,Kyrka med begravningsplats (1 byggnad) |        |          |       | 60.49842, 14.96478 |                | Ladda upp en till bild av denna byggnad |

## Hedemora kommun
| Namn                                      | Ursprunglig funktion                             | Byggår | Arkitekt | Plats | Läge               | Anläggnings-ID | Bild                                    |
| ----------------------------------------- | ------------------------------------------------ | ------ | -------- | ----- | ------------------ | -------------- | --------------------------------------- |
| Garpenbergs kyrka (Garpenbergs kyrka 2:1) | Kyrka med begravningsplats (1 byggnad)           |        |          |       | 60.31544, 16.20451 |                | Ladda upp en till bild av denna byggnad |
| Hedemora kyrka (Hedemora prästgård 2:1)   | Kyrka med begravningsplats (1 byggnad)           |        |          |       | 60.27766, 15.99203 |                | Ladda upp en till bild av denna byggnad |
| Husby kyrka (Husby prästgård 2:1)         | Kyrka med begravningsplats (1 byggnad)           |        |          |       | 60.38855, 16.00050 |                | Ladda upp en till bild av denna byggnad |
| Långshyttans kyrka (Långsbyn 44:26)       | Bostadshus (1 byggnad)                           |        |          |       | 60.45376, 16.04247 |                | Ladda upp en till bild av denna byggnad |
| Stjärnsunds kyrka (Vilan 1:3)             | Kyrka (1 byggnad)                                |        |          |       | 60.43572, 16.20971 |                | Ladda upp en till bild av denna byggnad |
| Vikmanshyttans kyrka (Vikmanshyttan 2:7)  | Kyrka sammanbyggd med församlingshem (1 byggnad) |        |          |       | 60.29675, 15.82345 |                | Ladda upp en till bild av denna byggnad |

## Leksands kommun
| Namn                           | Ursprunglig funktion                         | Byggår | Arkitekt | Plats | Läge               | Anläggnings-ID | Bild                                    |
| ------------------------------ | -------------------------------------------- | ------ | -------- | ----- | ------------------ | -------------- | --------------------------------------- |
| Åls kyrka (Åls prästgård 2:6)  | Kyrka,Kyrka med begravningsplats (1 byggnad) |        |          |       | 60.68265, 15.10363 |                | Ladda upp en till bild av denna byggnad |
| Djura kyrka (Djura S:97)       | Kyrka,Kyrka med begravningsplats (1 byggnad) |        |          |       | 60.61161, 15.00177 |                | Ladda upp en till bild av denna byggnad |
| Leksands kyrka (Kyrkan 1)      | Kyrka,Kyrka med begravningsplats (1 byggnad) |        |          |       | 60.73109, 14.98262 |                | Ladda upp en till bild av denna byggnad |
| Siljansnäs kyrka (Hallen 16:1) | Kyrka,Kyrka med begravningsplats (1 byggnad) |        |          |       | 60.77647, 14.86092 |                | Ladda upp en till bild av denna byggnad |

## Ludvika kommun
| Namn                                        | Ursprunglig funktion                                   | Byggår | Arkitekt | Plats | Läge               | Anläggnings-ID | Bild                                    |
| ------------------------------------------- | ------------------------------------------------------ | ------ | -------- | ----- | ------------------ | -------------- | --------------------------------------- |
| Grangärde kyrka (Saxhyttan 174:1)           | Kyrka,Kyrka med begravningsplats (1 byggnad)           |        |          |       | 60.26157, 14.98128 |                | Ladda upp en till bild av denna byggnad |
| Grängesbergs kyrka (Öraberget 12:1)         | Kyrka,Kyrka sammanbyggd med församlingshem (1 byggnad) |        |          |       | 60.07866, 15.02433 |                | Ladda upp en till bild av denna byggnad |
| Lovisa Ulrika kyrka (Ludvika 3:11)          | Kyrka,Kyrka med begravningsplats (1 byggnad)           |        |          |       | 60.15327, 15.18817 |                | Ladda upp en till bild av denna byggnad |
| Ludvika kapellkrematorium (Ludvika by 1:16) | Krematorium (2 byggnader)                              |        |          |       | 60.13838, 15.16259 |                | Ladda upp en bild av denna byggnad      |
| Säfsnäs kyrka (Säfsen 5:1)                  | Kyrka,Kyrka med begravningsplats (1 byggnad)           |        |          |       | 60.14043, 14.42595 |                | Ladda upp en till bild av denna byggnad |

## Malung-Sälens kommun
| Namn                                       | Ursprunglig funktion                           | Byggår | Arkitekt | Plats       | Läge               | Anläggnings-ID | Bild                                    |
| ------------------------------------------ | ---------------------------------------------- | ------ | -------- | ----------- | ------------------ | -------------- | --------------------------------------- |
| Fors kapell (Östra fors 68:1)              | Kyrka,Kyrka med begravningsplats (1 byggnad)   |        |          | Malungsfors | 60.73123, 13.55404 |                | Ladda upp en till bild av denna byggnad |
| Lima kyrka (Lima kyrkby 1:2)               | Kyrka,Kyrka med begravningsplats (1 byggnad)   |        |          | Lima        | 60.93279, 13.36197 |                | Ladda upp en till bild av denna byggnad |
| Malungs kyrka (Malungs prästgård 1:10)     | Kyrka,Kyrka med begravningsplats (1 byggnad)   |        |          | Malung      | 60.66826, 13.73210 |                | Ladda upp en till bild av denna byggnad |
| Öje kapell (Öje 16:24)                     | Kyrka,Kyrka med begravningsplats (1 byggnad)   |        |          | Öje         | 60.81038, 13.86015 |                | Ladda upp en till bild av denna byggnad |
| Rörbäcksnäs kyrka (Rörbäcksnäs 46:1)       | Kyrka (1 byggnad)                              |        |          | Rörbäcksnäs | 61.13425, 12.81146 |                | Ladda upp en till bild av denna byggnad |
| Sörsjöns kapell (Sörsjön 2:87)             | Kapell,Kapell med begravningsplats (1 byggnad) |        |          | Sörsjön     | 61.41243, 13.08285 |                | Ladda upp en bild av denna byggnad      |
| Transtrands kyrka (Transtrands kyrkby 7:2) | Kyrka,Kyrka med begravningsplats (1 byggnad)   |        |          | Transtrand  | 61.08821, 13.31337 |                | Ladda upp en till bild av denna byggnad |
| Tyngsjö kyrka (Tyngsjö kyrka 1:2)          | Kyrka,Kyrka med begravningsplats (1 byggnad)   |        |          | Tyngsjö     | 60.27970, 13.87610 |                | Ladda upp en till bild av denna byggnad |
| Yttermalungs kapell (Bjuråker 3:3)         | Kapell,Kapell med begravningsplats (1 byggnad) |        |          | Yttermalung | 60.57692, 13.82138 |                | Ladda upp en till bild av denna byggnad |

## Mora kommun
| Namn                               | Ursprunglig funktion                         | Byggår | Arkitekt | Plats    | Läge               | Anläggnings-ID | Bild                                    |
| ---------------------------------- | -------------------------------------------- | ------ | -------- | -------- | ------------------ | -------------- | --------------------------------------- |
| Gesunda bönhus (Bengtsarvet S:160) | Kapell (1 byggnad)                           |        |          | Gesunda  | 60.88440, 14.54819 |                | Ladda upp en bild av denna byggnad      |
| Kättbo kapell (Kättbo S:3)         | Kapell (1 byggnad)                           |        |          | Kättbo   | 60.83270, 14.20017 |                | Ladda upp en bild av denna byggnad      |
| Mora kyrka (Stranden 41:1)         | Kyrka,Kyrka med begravningsplats (1 byggnad) |        |          | Mora     | 61.00719, 14.54150 |                | Ladda upp en till bild av denna byggnad |
| Oxbergs kapell (Oxberg 244:1)      | Kapell (1 byggnad)                           |        |          | Oxberg   | 61.11678, 14.17892 |                | Ladda upp en till bild av denna byggnad |
| Siknäs kyrka (Landbobyn 27:7)      | Kyrka,Kyrka med begravningsplats (1 byggnad) |        |          | Siknäs   | 60.77949, 14.15526 |                | Ladda upp en till bild av denna byggnad |
| Sollerö kyrka (Häradsarvet 196:1)  | Kyrka,Kyrka med begravningsplats (1 byggnad) |        |          | Sollerön | 60.91596, 14.61770 |                | Ladda upp en till bild av denna byggnad |
| Våmhus kyrka (Limbäck 27:7)        | Kyrka,Kyrka med begravningsplats (1 byggnad) |        |          | Våmhus   | 61.12375, 14.47280 |                | Ladda upp en till bild av denna byggnad |
| Venjans kyrka (Västbygge 271:1)    | Kyrka,Kyrka med begravningsplats (1 byggnad) |        |          | Venjan   | 60.95121, 13.90775 |                | Ladda upp en till bild av denna byggnad |

## Orsa kommun
| Namn                               | Ursprunglig funktion                   | Byggår | Arkitekt | Plats       | Läge               | Anläggnings-ID | Bild                                    |
| ---------------------------------- | -------------------------------------- | ------ | -------- | ----------- | ------------------ | -------------- | --------------------------------------- |
| Hornberga kapell (Hansjö 104:12)   | Kapell (1 byggnad)                     |        |          | Hornberga   | 61.20093, 14.61674 |                | Ladda upp en till bild av denna byggnad |
| Orsa kyrka (Kyrkan 1)              | Kyrka med begravningsplats (1 byggnad) |        |          | Orsa        | 61.12000, 14.61449 |                | Ladda upp en till bild av denna byggnad |
| Skattunge kyrka (Skattungbyn S:32) | Kyrka med begravningsplats (1 byggnad) |        |          | Skattungbyn | 61.18617, 14.83724 |                | Ladda upp en till bild av denna byggnad |

## Rättviks kommun
| Namn                                    | Ursprunglig funktion                                   | Byggår | Arkitekt | Plats   | Läge               | Anläggnings-ID | Bild                                    |
| --------------------------------------- | ------------------------------------------------------ | ------ | -------- | ------- | ------------------ | -------------- | --------------------------------------- |
| Bingsjö kyrka (Bingsjö 2:14)            | Kyrka (1 byggnad)                                      |        |          | Bingsjö | 61.02307, 15.64943 |                | Ladda upp en till bild av denna byggnad |
| Boda kyrka (Boda 22:14)                 | Kyrka (1 byggnad)                                      |        |          | Boda    | 61.01131, 15.20843 |                | Ladda upp en till bild av denna byggnad |
| Dådrans kapell (Dådrans bruk 2:1)       | Kapell (1 byggnad)                                     |        |          | Dådran  | 60.94099, 15.53793 |                | Ladda upp en till bild av denna byggnad |
| Boda gravkapell (Boda 34:19)            | Gravkapell,Gravkapell med begravningsplats (1 byggnad) |        |          | Boda    | 61.01086, 15.21189 |                | Ladda upp en bild av denna byggnad      |
| Ore kyrka (Ore prästgård 1:3)           | Kyrka (1 byggnad)                                      |        |          |         | 61.13819, 15.17224 |                | Ladda upp en till bild av denna byggnad |
| Rättviks kyrka (Rättviks prostgård 1:2) | Kyrka med begravningsplats (2 byggnader)               |        |          | Rättvik | 60.89077, 15.09611 |                | Ladda upp en till bild av denna byggnad |

## Smedjebackens kommun
| Namn                                      | Ursprunglig funktion                   | Byggår | Arkitekt | Plats      | Läge               | Anläggnings-ID | Bild                                    |
| ----------------------------------------- | -------------------------------------- | ------ | -------- | ---------- | ------------------ | -------------- | --------------------------------------- |
| Malingsbo kyrka (Malingsbo 1:3)           | Kyrka med begravningsplats (1 byggnad) |        |          | Malingsbo  | 59.92817, 15.43672 |                | Ladda upp en till bild av denna byggnad |
| Norrbärke kyrka (Kyrkan 1)                | Kyrka med begravningsplats (1 byggnad) |        |          | Norrbärke  | 60.14189, 15.42381 |                | Ladda upp en till bild av denna byggnad |
| Söderbärke kyrka (Söderbärke kyrkby 38:1) | Kyrka med begravningsplats (1 byggnad) |        |          | Söderbärke | 60.07523, 15.56574 |                | Ladda upp en till bild av denna byggnad |

## Säters kommun
| Namn                                    | Ursprunglig funktion                                   | Byggår | Arkitekt | Plats         | Läge               | Anläggnings-ID | Bild                                    |
| --------------------------------------- | ------------------------------------------------------ | ------ | -------- | ------------- | ------------------ | -------------- | --------------------------------------- |
| Gustafs gravkapell (Mora 12:65)         | Gravkapell,Gravkapell med begravningsplats (1 byggnad) |        |          |               | 60.40506, 15.62356 |                | Ladda upp en till bild av denna byggnad |
| Gustafs kyrka (Enbacka 18:2)            | Kyrka (1 byggnad)                                      |        |          | Enbacka       | 60.41316, 15.60857 |                | Ladda upp en till bild av denna byggnad |
| Säters kyrka (Kyrkan 1)                 | Kyrka med begravningsplats (1 byggnad)                 |        |          | Säter         | 60.34542, 15.74675 |                | Ladda upp en till bild av denna byggnad |
| Silvbergs kyrka (Grängshammar 1:3)      | Kyrka med begravningsplats (1 byggnad)                 |        |          | Grängshammar  | 60.36111, 15.50087 |                | Ladda upp en till bild av denna byggnad |
| Stora Skedvi kyrka (Skedvi kyrkby 32:2) | Kyrka med begravningsplats (1 byggnad)                 |        |          | Skedvi kyrkby | 60.40667, 15.80454 |                | Ladda upp en till bild av denna byggnad |

## Vansbro kommun
| Namn                           | Ursprunglig funktion                             | Byggår | Arkitekt | Plats   | Läge               | Anläggnings-ID | Bild                                    |
| ------------------------------ | ------------------------------------------------ | ------ | -------- | ------- | ------------------ | -------------- | --------------------------------------- |
| Äppelbo kyrka (Nordibyn S:1)   | Kyrka med begravningsplats (1 byggnad)           |        |          | Äppelbo | 60.48957, 14.00480 |                | Ladda upp en till bild av denna byggnad |
| Järna kyrka (Västgård 6:73)    | Kyrka med begravningsplats (1 byggnad)           |        |          | Järna   | 60.54370, 14.36540 |                | Ladda upp en till bild av denna byggnad |
| Nås kyrka (Nås prästgård 1:28) | Kyrka med begravningsplats (1 byggnad)           |        |          | Nås     | 60.45261, 14.49336 |                | Ladda upp en till bild av denna byggnad |
| Vansbro kyrka (Saltvik 93:1)   | Kyrka sammanbyggd med församlingshem (1 byggnad) |        |          | Vansbro | 60.51580, 14.23159 |                | Ladda upp en till bild av denna byggnad |

## Älvdalens kommun
| Namn                                    | Ursprunglig funktion                         | Byggår | Arkitekt | Plats      | Läge               | Anläggnings-ID | Bild                                    |
| --------------------------------------- | -------------------------------------------- | ------ | -------- | ---------- | ------------------ | -------------- | --------------------------------------- |
| Älvdalens kyrka (Älvdalens kyrkby 49:1) | Kyrka,Kyrka med begravningsplats (1 byggnad) |        |          | Älvdalen   | 61.22612, 14.04174 |                | Ladda upp en till bild av denna byggnad |
| Åsens kapell (Åsen 83:2)                | Kapell (1 byggnad)                           |        |          | Åsen       | 61.27458, 13.82414 |                | Ladda upp en till bild av denna byggnad |
| Evertsbergs kapell (Evertsberg 1:8)     | Kapell (1 byggnad)                           |        |          | Evertsberg | 61.13350, 13.96662 |                | Ladda upp en till bild av denna byggnad |
| Idre kyrka (Idre 11:1)                  | Kyrka,Kyrka med begravningsplats (1 byggnad) |        |          | Idre       | 61.85646, 12.72554 |                | Ladda upp en till bild av denna byggnad |
| Särna gammelkyrka (Särnabyn 6:4)        | Kyrka,Kyrka med begravningsplats (1 byggnad) |        |          | Särna      | 61.69503, 13.14194 |                | Ladda upp en till bild av denna byggnad |
| Särna kyrka (Särnabyn 3:26)             | Kyrka,Kyrka med begravningsplats (1 byggnad) |        |          | Särna      | 61.69414, 13.14043 |                | Ladda upp en till bild av denna byggnad |